# Neues Theater (Halle (Saale))

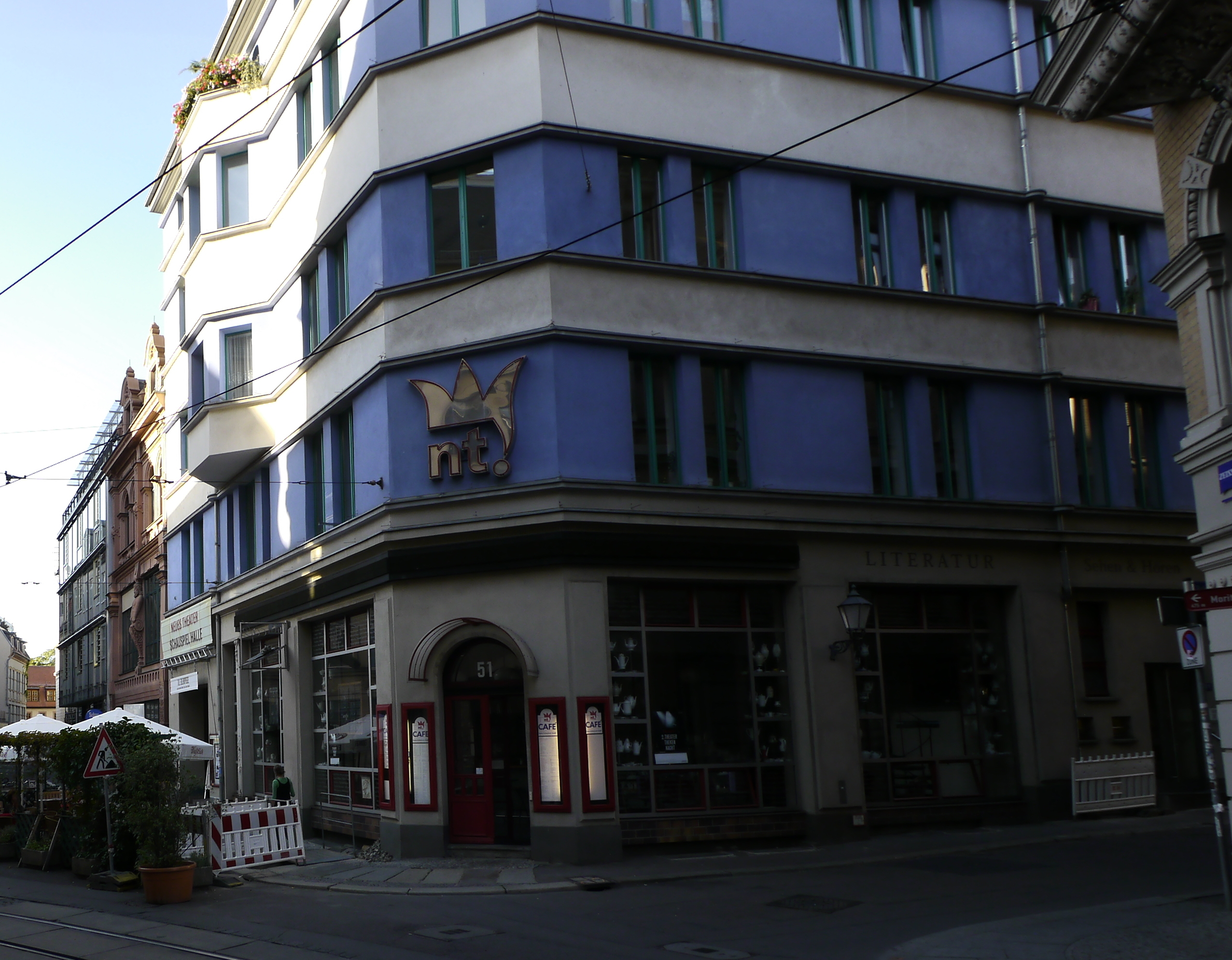
Blick auf das neue theater und Café nt im Jahr 2012

Das Neue Theater (Eigenschreibweise zunächst neues theater (nt) später neues theater) ist ein Schauspiel-Theater in Halle (Saale). Es ist Teil der Bühnen Halle.

## Geschichte
Ende der 1970er und Anfang der 1980er Jahre teilte sich das Landestheater Halle die Bühne des heutigen Opernhauses mit der Oper, dem Orchester und dem Ballett. Aufgrund des Platzmangels, der nur wenige Proben und Aufführungen zuließ, begab sich der damalige Schauspieldirektor des Landestheaters Halle, Peter Sodann, auf die Suche nach einer eigenen Spielstätte für die Sparte Schauspiel des Landestheaters Halle und erhielt von der Stadt die Genehmigung, das ehemalige „Kino der Deutsch-Sowjetischen-Freundschaft“ in der Großen Ulrichstraße 51, das sich zu diesem Zeitpunkt in einem schlechten baulichen Zustand befand, zu sanieren und zu einem Theaterraum umzubauen. Gemeinsam mit den Mitgliedern des Landestheaters baute er in den Räumlichkeiten ein „neues Theater“ auf, das die Idee des „intelligenten Volkstheaters“ verfolgen soll.
Das provisorische neue theater wurde am 8. April 1981 mit der Premiere des Stücks „Was das für Zeiten waren - Eine Revue mit dem Strandgut der Geschichte aus den Jahren 1945-49“ von Peter Sodann und Johannes Conrad eröffnet. Musikalisch begleitet wurde die Premiere und Eröffnung vom Schauorchester Böse Sieben des Landestheaters Halle. Am folgenden Tag hatte das Stück „Ein Plädoyer für die Suchenden“ von Rainer Kerndl seine Premiere im nt.
Im Jahr 1982 wurde der Saal zum variabel bespielbaren Raumtheater mit zunächst 280 Plätzen auf transportablen Zuschauertraversen ausgebaut. Später erfolgt der Einbau von Beleuchtungstürmen, Garderoben für die Darsteller und einer Bordonianlage (Bühnenregeltransformatoren von Ferdinando Bordoni und Ettore Salani) für die Beleuchtung des Saales. Ursula Müller erschuf das, für alle künftigen Bühnenbilder ästhetisch richtungsweisende, Bühnenbild „Leb und vergiss nicht“. Noch Ende des Jahres 1982 ließ Peter Sodann die Zuschauertoiletten in der alten Kassenhalle zerstören, da ihr Zustand für die Zuschauer nicht mehr zumutbar war.
Im Jahr 1987 wurde der Innenhof, als zweite Spielstätte des neuen theaters, zu einem bis in die Vorweihnachtszeit genutzten Hoftheater umgebaut. Im folgenden Jahr wurde eine Galerie für Malerei und Grafik hallescher Künstler im Foyer eingerichtet. Im Jahr 1989 wurde nach dem Umbau des ehemaligen Fotoladens „Schulz“ das Café nt eröffnet.
Am 8. April 1991 wurde der Förderverein Freunde des neuen theaters Halle (Saale) e. V. gegründet. Dieser Verein betreibt unter anderem das Online-Archiv des neuen theaters.
Im Jahr 2006 wurde das neue theater mit Paul Binnerts Inszenierung Allein das Meer, nach dem gleichnamigen Roman von Amos Oz, zum Berliner Theatertreffen eingeladen. Im Jahr 2008 beteiligte es sich an der Ausrichtung des Festivals „Theater der Welt 2008“. Seit 2009 ist das zeitweise organisatorisch eigenständige neue theater künstlerisch eigenständiges Mitglied in der Theater, Oper und Orchester GmbH Halle.
Die Spielstätte des neuen theaters befindet sich bis heute in der Großen Ulrichstraße 51 in Halle und bildet seit seiner Gründung den Ursprung und das Zentrum der heutigen Kulturinsel Halle. Geprägt wurde die Kulturinsel durch den langjährigen Intendanten des „neuen theaters“ Peter Sodann.

## Intendanten
- 1981–2005: Peter Sodann
- 2005–2011: Christoph Werner
- 2010–2023: Matthias Brenner
- seit 2023: Mille Maria Dalsgaard

## Künstlerische Leitung
Neben der Intendantin Mille Maria Dalsgaard, besteht die künstlerische Leitung 2023/24 aus Mareike Mikat (stellvertretende Künstlerische Leiterin), Eva Geiler (Referentin der künstlerischen Leitung), Christoph Macha (leitender Dramaturg), Bernhild Bense (Dramaturgin und Regieassistentin), Finnja Denkewitz (Dramaturgin), Janina Laßmann (Dramaturgin), Max Schwidlinski (Hausszenograf), Katharina Brankatschk (Schauspielerin und Hausregisseurin), Dietmar Rahnefeld (Hausregisseur) und Peter W. Bachmann (Schauspieler).

## Trivia
Von 1870 bis 1912 gab es bereits ein Neues Theater in der Großen Ulrichstraße 3 in Halle. Nach einem Brand 1902 wurde es wieder aufgebaut, neu eröffnet und bis zu seiner Schließung 1912 von Eugen Moritz Mauthner geleitet. Nach der Schließung wurde mehrfach versucht, das Haus zu einem Kino umzubauen, was aber an baupolizeilichen Auflagen scheiterte. Danach wurden die Räumlichkeiten als Werkstatt und als Lagerhalle einer Möbeltischlerei weitergenutzt. Später wurden Reifekammern in dem Lager verbaut, die zur Reifung und Lagerung von Bananen genutzt wurden.